# Скульптура Джулиано Медичи
«Джулиано Медичи» (итал. Giuliano de' Medici duca di Nemours) — мраморная статуя, изображающая Джулиано Медичи, герцога Немурского, созданная Микеланджело на протяжении 1526—1534 гг. Статуя входит в композицию надгробия Джулиано Медичи в капелле Медичи.

## История создания
Новая сакристия (ризница) была задумана как мемориальная капелла Джулиано Медичи, брата римского папы Льва, и Лоренцо, его племянника, которые умерли молодыми. Это был замысел Льва X, но заказчиком стал папа Климент VII, другой член семьи Медичи, который активно поддерживал этот проект.
Микеланджело работал над статуей на протяжении 1526—1534 гг.

## Описание
Скульптура не является портретом, а выступает идеализацией, которая придает «величие». Гиббард писал, что статуя «Джулиано» больше соответствовала бы Лоренцо, и небольшая вероятность того, что скульптуры были перепутаны, могла бы быть, если бы не свидетельство Вазари о том, что Микеланджело установил в нишах статуи военачальников («Лоренцо» и «Джулиано») ещё до отъезда в Рим.
Либман сравнивает динамическую позу герцога с позой «Моисея» — резкий поворот, пружинистая нога.

## Образ в искусстве
В биографическом романе Ирвинга Стоуна «Муки и радости» (1961) написано, что Микеланджело вырезал статую для контраста [а] и: «(…) композиция статуи» Джулиано «пронизана действием (…). В свободной позе Джулиано чувствуется круговое движение — напряженный и непрерывный».